# Liste von Basketballvereinen in Estland
Diese Liste ist eine Aufstellung von Basketballvereinen in Estland.
| Verein                                                              | Logo | Ort               | Nationale Meisterschaften                      | Pokalsiege                                     | Sportstätte                                                             | Sonstiges und Webadresse | Belege        |
| ------------------------------------------------------------------- | ---- | ----------------- | ---------------------------------------------- | ---------------------------------------------- | ----------------------------------------------------------------------- | ------------------------ | ------------- |
| Haapsalu SK                                                         |      | Haapsalu          |                                                |                                                |                                                                         | Männer                   | [ 1 ]         |
| KK HITO (Korvpalliklubi HITO)                                       |      | Jõhvi             |                                                |                                                | Jõhvi Sports Hall                                                       |                          |               |
| Kadrina Karud                                                       |      | Kadrina           |                                                |                                                |                                                                         | Männer                   | [ 2 ]         |
| Keila Basket (auch: Keila Coolbet)                                  |      | Keila             |                                                |                                                | Keila Health Center                                                     | Männer und Frauen        | [ 3 ] [ 4 ]   |
| Keila KK (Keila Korvpallikool)                                      |      | Keila             |                                                |                                                | Keila Health Center                                                     | Frauen                   | [ 5 ]         |
| Kohila SK                                                           |      | Kohila            |                                                |                                                |                                                                         | Männer                   | [ 6 ]         |
| BC Kraft Mööbel Kohila (BC Kohila)                                  |      | Kohila            |                                                |                                                | Kohila Sports Hall                                                      |                          |               |
| Paide Viking Window                                                 |      | Paide             |                                                |                                                |                                                                         | Männer                   | [ 7 ]         |
| BC Pärnu/KK Paulus                                                  |      | Pärnu             | 2022                                           |                                                | Pärnu School Gymnasium und Pärnu Sports Hall                            | Männer                   | [ 8 ]         |
| Rapla KK                                                            |      | Rapla             |                                                |                                                | Sadolin Sports Hall                                                     |                          |               |
| BC Rakvere Tarvas                                                   |      | Rakvere           |                                                |                                                |                                                                         | Männer                   | [ 9 ]         |
| Rakvere KK (KK Rakvere)                                             |      | Rakvere           |                                                |                                                |                                                                         |                          |               |
| Rakvere Palliklubi (Rakvere PK)                                     |      | Rakvere           |                                                |                                                |                                                                         |                          |               |
| BC Kalev                                                            |      | Talinn            |                                                |                                                |                                                                         |                          |               |
| Triobet/Dalkia                                                      |      | Talinn            |                                                | 1998 (als Nybit)                               | Audentes Sports Center                                                  | aufgelöst 2008           |               |
| TTÜ-A. Le Coq (auch: Asto, BC Talinn, Tallinna Ülikoolid-A. Le Coq) |      | Talinn            | 1991, 1994, 1997, 1999                         | 1999                                           | TTÜ Sports Hall                                                         | aufgelöst 2002           |               |
| Audentese SG/Noortekoondis (auch:TSIK, Audentes, G4S Noorteliiga)   |      | Talinn            |                                                |                                                | Audentes Sports Center                                                  | Männer                   |               |
| Audentese SK Tallinn                                                |      | Talinn            |                                                |                                                |                                                                         | Frauen                   | [ 10 ]        |
| Audentese Spordigumnaasium                                          |      | Talinn            |                                                |                                                |                                                                         | Männer und Frauen        | [ 11 ] [ 12 ] |
| TalTech Basketball                                                  |      | Talinn            | 1961, 1962, 1963, 1964, 1965, 1966, 1984, 1985 | 1960, 1961, 1962, 1964, 1966, 1967, 1970, 2003 | TalTech Sports Hall                                                     |                          | [ 13 ]        |
| Tallinna Ülikool KK (KK Tallinna Ülikool)                           |      | Talinn            |                                                |                                                |                                                                         | Frauen                   | [ 14 ]        |
| KK Baltika                                                          |      | Talinn            |                                                |                                                | Kalev Sports Hall                                                       | aufgelöst 1998           |               |
| Luunja Vald Tartu                                                   |      | Tartu             |                                                |                                                |                                                                         | Frauen                   | [ 15 ]        |
| BC Valga-Valka (auch: Valga KK von 2001 bis 2015)                   |      | Valga             |                                                |                                                | Valga Sports Hall                                                       |                          |               |
| KK Viimsi                                                           |      | Viimsi, Haabneeme |                                                |                                                | Viimsi School Sports Hall (2011–2018) und Forus Sports Center (ab 2018) | Männer                   | [ 16 ]        |
| Eesti Maaulikool/Skarcon                                            |      |                   |                                                |                                                |                                                                         | Männer                   | [ 17 ]        |
| Rae Koss/Hansaviimistlus                                            |      |                   |                                                |                                                |                                                                         | Männer                   | [ 18 ]        |
| Tartu Ülikool Estiko                                                |      |                   |                                                |                                                |                                                                         | Männer                   | [ 19 ]        |

Diese Tabelle erhebt keinen Anspruch auf Vollständigkeit.